# 文芸評論
文芸評論（ぶんげいひょうろん、英語: literary criticism）は、文学を評論すること。文芸批評、または文学研究とも言うが、評論の対象や手法が多様なため、定義は曖昧である。小説家や作品に限らず文学とその周辺全般が扱われ、学際的な性格を持つ。研究対象の性格によっては、「文芸」または「文学」という呼称がふさわしくないこともある。

近現代の文芸評論は活字で提供されることが多いが、インターネットなど技術の発達とともに多様化してきた。学会誌に掲載される論文に限らず、週刊誌や新聞の書評欄に載るブックガイドの類も文芸評論と呼ばれる。

## 文芸評論の手法
評論の手法や論点は多様で、各評論家・研究者の立場・学説や研究対象によって異なる。同じ文学用語が違った定義で使われることもしばしばある。また、歴史学・言語学など、人文科学や社会科学を中心に他の学問領域と接点を持つ。
廣野由美子は（『批評理論入門　『フランケンシュタイン』解剖講義』中公新書2007年）でメアリー・シェリーの『フランケンシュタイン』を題材にして批評するにしても、伝統的批評（道徳的批評と伝記的批評）、ジャンル批評（ロマン主義、ゴシック、リアリズム、サイエンス・フィクション）、読者反応批評、脱構築批評、精神分析批評（フロイト的批評、ユング的批評、神話批評、ラカン的批評）、フェミニズム批評、ジェンダー批評（ゲイ批評、レズビアン批評）、マルクス主義批評、文化批評、ポストコロニアル批評、新歴史主義、文体論的批評、透明な批評が可能であるとする。

### 文学史研究
文学の歴史を研究すること。表現形式の系譜や写本の変遷、文芸評論自体の歴史など、時間軸に沿った文芸活動の全般が研究対象。書かれた言語や民族、国、時代などを限定して研究することも多い。文学史の年代区分は、便宜上政治の年代区分を参考に区切られることが多いが、そのことの是非も議論の対象になる。

### 作品論
個々の作品を研究すること。
研究対象には異本が存在することも多いため、底本を選ぶ作業が重要になる。特に古典文学ではその傾向が強い。異本とは、写本・口述筆記する際の写し間違い、作者や他の人間による改訂など様々な理由で派生した、それぞれ微妙な違いを持った同一作品のバリエーションのことである。異本の発生や異同自体も研究対象になる。文献学、書誌学と深い関わりを持つ。
作者などの存在を排して記述された言語を中立的に捕らえるために、「作品」と呼ぶ替わりに「テクスト」という用語を使うこともある。テクストの語源はラテン語の「織る」から。

### 作家論
作家の伝記的研究に限らず、作家にまつわる様々な事象が対象になる。作者と読者の関係、メディアと作家の関係など。

### 文芸時評
新聞や雑誌で、その直前に発表された新しい作品を評価するもの。日本では大正時代にこの方式が確立し、時評での評価が作家にとって大切なものとなった。しかし、1990年代以降、時評を掲載しない新聞や雑誌も現れている。

### 比較文学
比較文学とは、特に言語・地域の異なる文学同士の異同や影響などを比較研究すること。

### 論点
文芸評論でしばしば採り上げられる代表的な論点には、次のようなものがある。
- 物語論
- 修辞学（修辞技法・レトリック）
- 比喩
- 視点
- 語り手
- ストーリー
- プロット
- 文体
- 翻訳

## 歴史
小林路易は文芸批評の歴史的変遷を、大きく分けて３つの対立に図式化している。

### 裁断批評と印象批評
あらかじめ定められたなんらかの客観的規準によって評価を下す裁断批評（judical criticism）と、できあいの尺度を用いずに、読者個人の主観的な好悪や印象に基づいて判断する印象批評（impressionistic criticism）。裁断批評における客観的規準のもっとも伝統的なものは理想美であり、アリストテレスがその『詩学』においてギリシアの劇・詩の特性を帰納して以来、営々として磨き上げられた古典主義美学は、ボアローの『詩法』（1674）に至って完成する。また、17世紀のフランスでは、とくに悲劇について、筋・時・場所の単一を定めた「三一致の法則」をはじめ、題材、登場人物、幕数、語彙などについて、細かい取り決めと制約があった。近代に至って、新しい世界観の登場とともにこのような絶対美の概念は崩壊、文学活動の個性的分化、価値観の多様化が生じる。19世紀に科学主義・実証主義が広まると、テーヌは血統・環境・契機の三大要素をもって作家・作品を規定しようとし（環境説）、ブリュンチエールはダーウィンに倣った文芸ジャンルの進化説を、フロイトは無意識的リビドーを批評の根底に据えた。

### 効用批評と審美批評
アリストテレスは文学の効用をカタルシス（感情の浄化）にあるとしたが、文学になんらかの実益を期待する視点は、その後も根強く存在して批評の一角を占める。ことに政治・宗教・教育方面に携わる人たちにこの傾向が強く、彼らは自己の信条に忠実であればあるほど、文学作品に自律性よりは教化の道具をみる。例えば、毛沢東の『文芸講話』（1942）、バチカンの『禁書目録』（1564～1965）、公的権力による文学裁判・発禁、作家の国外追放などはその極端な例である。
文学者は一般に文学を文学以外のいかなる効用的規範にも従属させることを好まず、多かれ少なかれ、審美批評（utilitarian criticism）の立場に立つ。審美批評の立場は、ゴーチエの「芸術のための芸術」の言葉に代表される芸術至上主義である。一方で、より高次の効用批評（aesthetic criticism）に立つ立場があり、この立場はトルストイの「人生のための芸術」の言葉に代表される、人生至上主義ないし人道主義である。審美批評と効用批評の例として、「文学は男子一生の仕事に非ず」とした二葉亭四迷と、「人生は一行のボードレールにも若かない」とした芥川龍之介が挙げられる。

### 伝統的批評と新批評
近代以前の古典主義的批評が、理性と宿命を基盤とした普遍性への指向を顕著に示したのに対して、ロマン主義以降の批評は感性の優位を主張し、人間ひとりひとりの個性・特殊性を重視した。そのため、文学作品そのものよりも、その背後の作者の存在に興味がもたれるようになった。作品そのものに生命があるのではなく、作品に生命を与えているのはその作者である人間にほかならぬという発想である。サント・ブーブは「この木にしてこの果実あり」といい、作家と作品を密接不可分のものとして、作家の実生活をもって作品を解明しようとした。彼の用いた実証主義的手法は科学的批評としてテーヌ、ルナン、ブランデス、ランソンらに受け継がれる一方で、審美的側面は鑑賞批評としてアーノルド、ペイター、アナトール・フランス、小林秀雄らに受け継がれた。そしてさらに前者から、後にプロレタリア文学の擁護・育成につながってゆくマルクス主義的・文芸社会学的批評、フロイト、ユングらの精神分析学的批評、クローチェらの理想主義的・歴史的批評などが生まれ、ひいては文学史研究、文芸学の誕生をも促すこととなった。また作家の内面への参入は、アラン、チボーデ、バシュラール、プーレ、そして人間存在の内奥に「実存」をみたサルトルらに至る。
20世紀初頭のバレリー、プルースト、T・S・エリオットらはサント・ブーブの伝記的批評に反対して、彼とは逆に作品を作家から切り離し、文学作品は完全に自律的な全体であり、在外的ないかなる要素とも無縁であるとする立場をとった。こうした考え方が1930年代以降のアメリカにおける「新批評（ニュー・クリティシズム）」に発展し、古典主義的批評、ロマン主義的批評に続く、象徴主義的批評とでも称すべき批評史上の第三波形成の契機となった。この批評は客観的な方法によるイメージの分析とそれを概念化するための独自の批評用語の開発をその特色としたが、ヤーコブソンらプラハ学派のフォルマリズム批評、ロラン・バルトらによるフランス派構造主義批評などに取って代わられた。これらの「新批評」の特徴は、いずれも作家の意志を考慮せずに、文学作品の無意識的・潜在的言語特性や作品構造を明らかにすることにあり、多く哲学、精神分析学、文化人類学、民俗学、言語学、意味論、文体論、記号論などの諸学を援用、一般にきわめて難解で、文芸批評というよりは文芸学・詩学的色彩が濃い。

### 現代
現代批評はテクスト重視派を主流とするが、テクストを創作行為と読書行為の協調によってさらに上位のテクストに移行さるべき未完成のもの、ないしは再構築すべきものとする考え方（晩年のバルトとポスト構造主義）、総合的組成物とするとらえ方（クリステバの間テクスト性）、さらには読者ひとりひとりが硬化したテクストを内的に破壊することによって初めて文学が成立するとする見地（解体批評）、サント・ブーブ、ボードレール流の在来型批評、新文学宣言、さらに各種批評の総合・折衷・使い分けの主張、読者論、文学快楽説、文学空間論、文学不可知論など、様々な方法論が混在している状況である。

## 文芸評論家の例

### 日本の文芸評論家

#### あ行
- 饗庭孝男
- 秋山駿
- 東浩紀
- 荒正人
- 粟津則雄
- 安藤礼二
- 磯田光一
- 伊藤整
- 上田三四二
- 江藤淳
- 大澤聡
- 大杉重男
- 奥野健男
- 桶谷秀昭
- 小田切秀雄

#### か行
- 梶木剛
- 加藤周一
- 加藤典洋
- 神山睦美
- 亀井勝一郎
- 鎌田哲哉
- 唐木順三
- 柄谷行人
- 河上徹太郎
- 川西政明
- 川村二郎
- 川村湊
- 川本三郎
- 菅野昭正
- 紀田順一郎
- 蔵原惟人
- 小西甚一
- 小林秀雄
- 小谷野敦

#### さ行
- 斎藤美奈子
- 斎藤緑雨
- 篠田一士
- 島弘之
- 清水良典
- 絓秀実
- 鈴木貞美

#### た行
- 高橋源一郎
- 高橋敏夫
- 高橋英夫
- 竹田青嗣
- 竹内好
- 谷沢永一
- 千葉一幹
- 月村敏行
- 坪内祐三
- 寺田透
- 十返肇
- 富岡幸一郎
- 百目鬼恭三郎

#### な行
- 中島一夫
- 中島河太郎
- 中島健蔵
- 中野重治
- 中村光夫
- 縄田一男
- 野口武彦

#### は行
- 蓮田善明
- 蓮實重彦
- 花田清輝
- 林房雄
- 樋口覚
- 平野謙
- 福田和也
- 福田恆存
- 本多秋五

#### ま行
- 前田愛
- 正宗白鳥
- 三浦雅士
- 水谷真人
- 宮崎知之
- 村上一郎

#### や行
- 保田與重郎
- 山城むつみ
- 山室静
- 山本健吉
- 吉田健一
- 吉本隆明

#### わ行
- 若松英輔
- 渡部直己

### 海外の文芸評論家

#### ア行
- エーリヒ・アウエルバッハ
- テリー・イーグルトン
- ヴォルフガング・イーザー
- エドマンド・ウィルソン

#### カ行
- ドナルド・キーン
- ジュリア・クリステヴァ

#### サ行
- ワイリー・サイファー
- アーサー・シモンズ
- ジェラール・ジュネット
- ロバート・スコールズ
- ジョージ・スタイナー
- スーザン・ソンタグ

#### タ行
- ジャック・デリダ
- ツヴェタン・トドロフ

#### ハ行
- ヴィッサリオン・ベリンスキー
- ミハイル・バフチン
- ロラン・バルト
- マリオ・プラーツ
- ノースロップ・フライ
- V・S・プリチェット
- ウラジミール・プロップ